# Misje dyplomatyczne Stolicy Apostolskiej

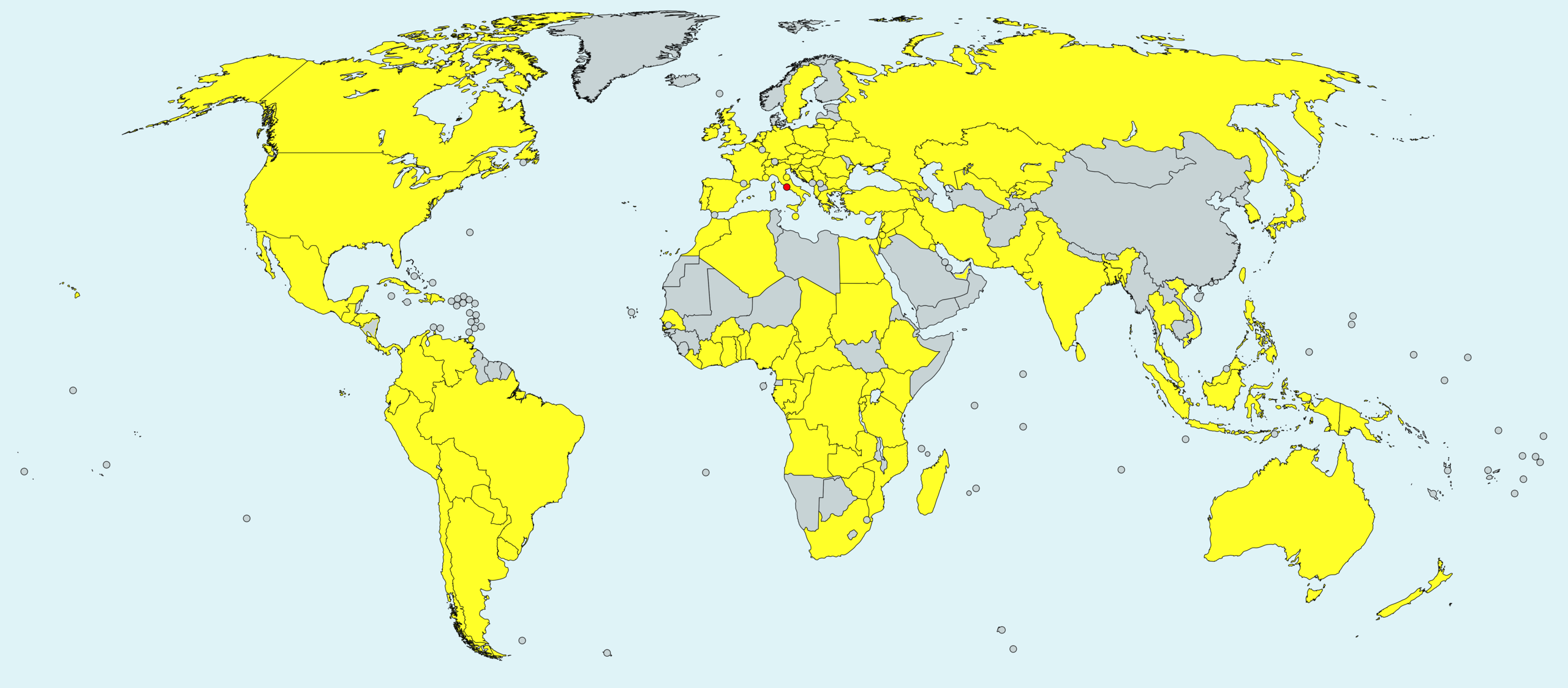
Kraje, w których Stolica Apostolska ma swoje przedstawicielstwa dyplomatyczne

W państwach oznaczonych kolorem jasnozielonym nuncjusz apostolski pełni godność dziekana korpusu dyplomatycznego od momentu przedstawienia listów uwierzytelniających

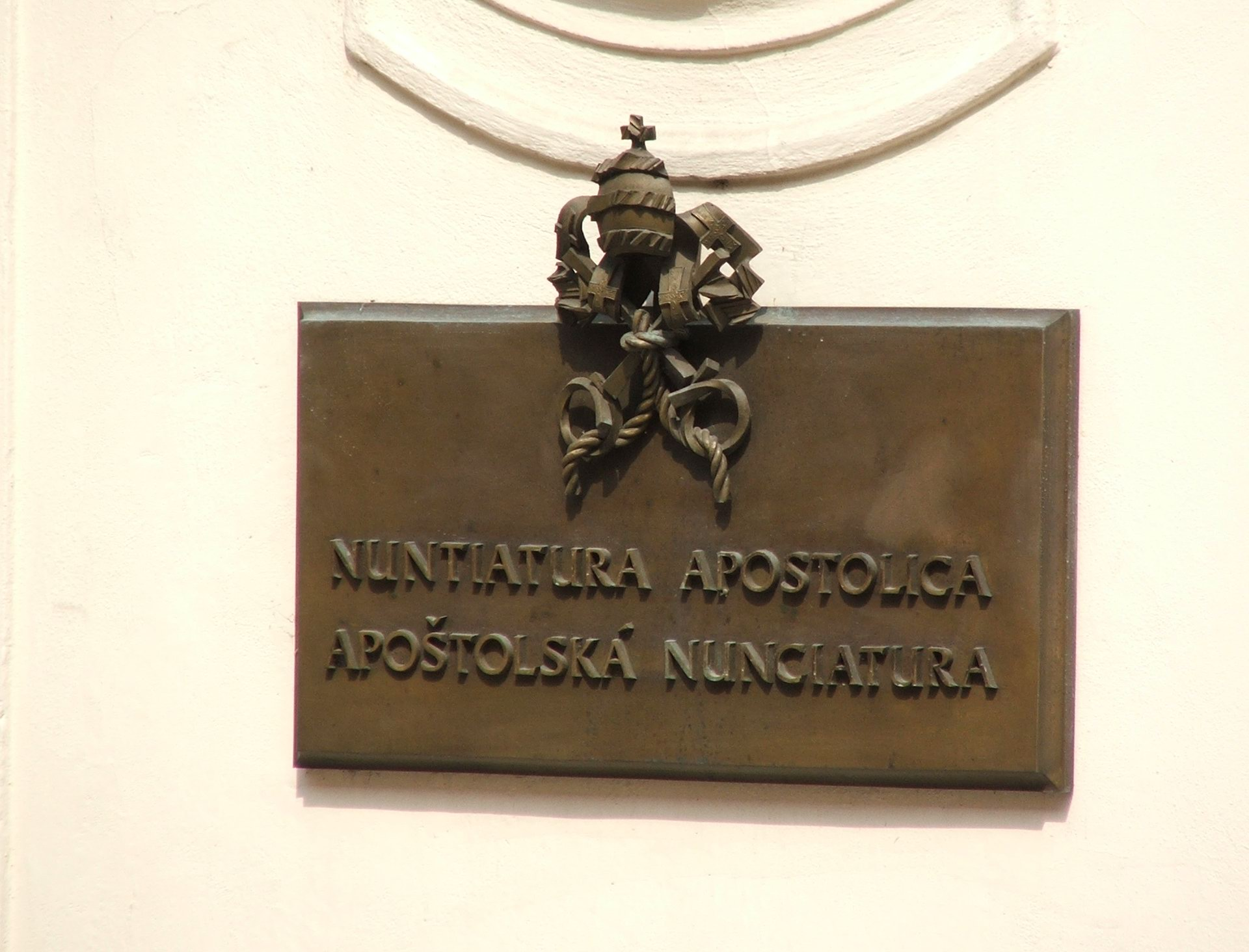
Tablica u wejścia do nuncjatury apostolskiej w Pradze

Misje dyplomatyczne Stolicy Apostolskiej – obecne przedstawicielstwa dyplomatyczne papieża i Stolicy Apostolskiej przy innych państwach i organizacjach międzynarodowych. Misje te reprezentują również państwo Watykan, połączone ze Stolicą Apostolską unią personalną i funkcjonalną.
Na początku 2023 roku Stolica Apostolska utrzymywała pełne stosunki dyplomatyczne z 179 państwami, a z trzynastoma nie miała stosunków dyplomatycznych (są to: Afganistan, Arabia Saudyjska, Bhutan, Brunei, Chińska Republika Ludowa, Komory, Korea Północna, Laos, Malediwy, Somalia, Tuvalu i Wietnam).
Tytuły szefów misji dyplomatycznych Stolicy Apostolskiej różnią się od tytułów dyplomatów pozostałych państw. Papieża reprezentują:
- nuncjusz apostolski – szef misji pierwszej klasy, odpowiednik ambasadora
- internuncjusz apostolski – szef misji drugiej klasy, odpowiednik posła, ministra

Do zadań nuncjusza apostolskiego należy również utrzymywanie stosunków z Kościołem katolickim w państwach, które obejmuje jego misja. Nuncjusz m.in. uczestnicy w konferencjach episkopatu czy przedstawia papieżowi kandydatów na biskupów.
W niektórych krajach (szczególnie Europy Środkowej i Zachodniej, Południowej i Środkowej Ameryki oraz w kilku krajach Afryki i Azji) nuncjusz apostolski pełni tradycyjnie godność dziekana korpusu dyplomatycznego od momentu przedstawienia listów uwierzytelniających. Sprawowanie funkcji dziekana korpusu dyplomatycznego nie nadaje dziekanowi żadnych uprawnień nadrzędnych w stosunku do pozostałych dyplomatów. Jest to funkcja primus inter pares (pierwszego wśród równych), a więc funkcja o charakterze reprezentacyjnym i ceremonialnym.

## Europa
- Albania
  - Tirana (nuncjatura apostolska)
- Austria
  - Wiedeń (nuncjatura apostolska)
- Belgia
  - Bruksela (nuncjatura apostolska)
- Białoruś
  - Mińsk (nuncjatura apostolska)
- Bośnia i Hercegowina
  - Sarajewo (nuncjatura apostolska)
- Bułgaria
  - Sofia (nuncjatura apostolska)
- Chorwacja
  - Zagrzeb (nuncjatura apostolska)
- Czechy
  - Praga (nuncjatura apostolska)
- Francja
  - Paryż (nuncjatura apostolska)
- Grecja
  - Ateny (nuncjatura apostolska)
- Hiszpania
  - Madryt (nuncjatura apostolska)
- Holandia
  - Haga (nuncjatura apostolska)
- Irlandia
  - Dublin (nuncjatura apostolska)
- Litwa
  - Wilno (nuncjatura apostolska)
- Malta
  - Valletta (nuncjatura apostolska)
- Niemcy
  - Berlin (nuncjatura apostolska)
- Polska
  - Warszawa (nuncjatura apostolska)
- Portugalia
  - Lizbona (nuncjatura apostolska)
- Rosja
  - Moskwa (nuncjatura apostolska)
- Rumunia

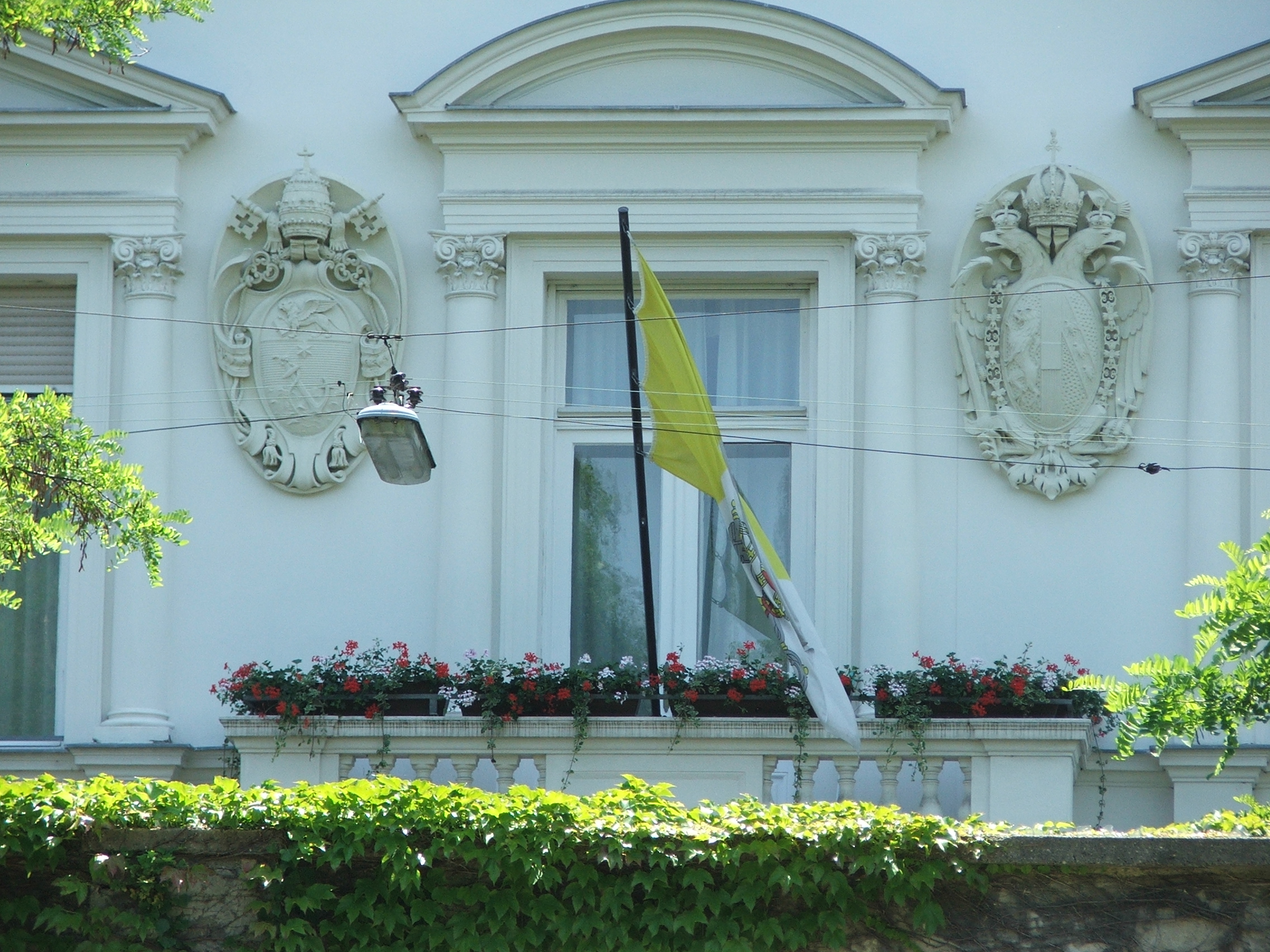
Nuncjatura apostolska w Wiedniu

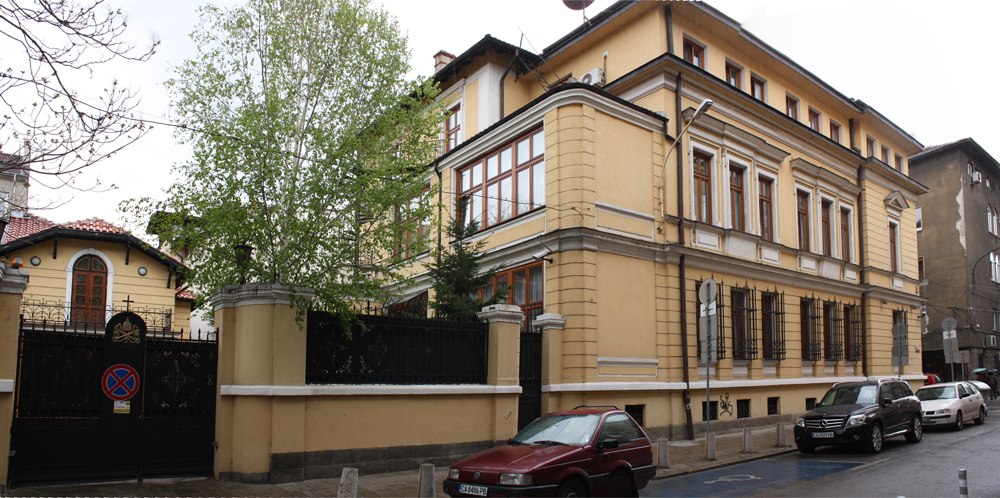
Nuncjatura apostolska w Sofii

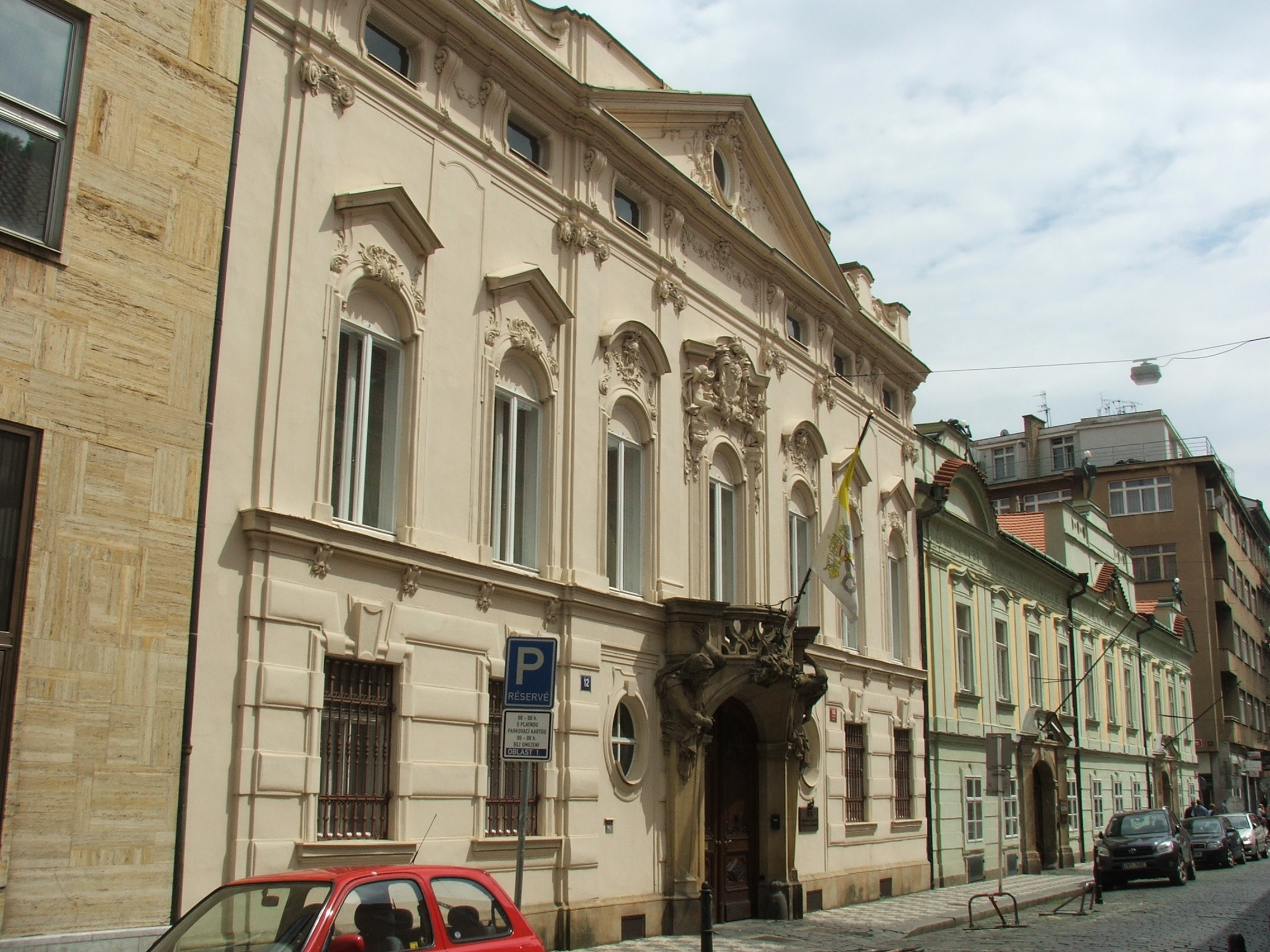
Nuncjatura apostolska w Pradze

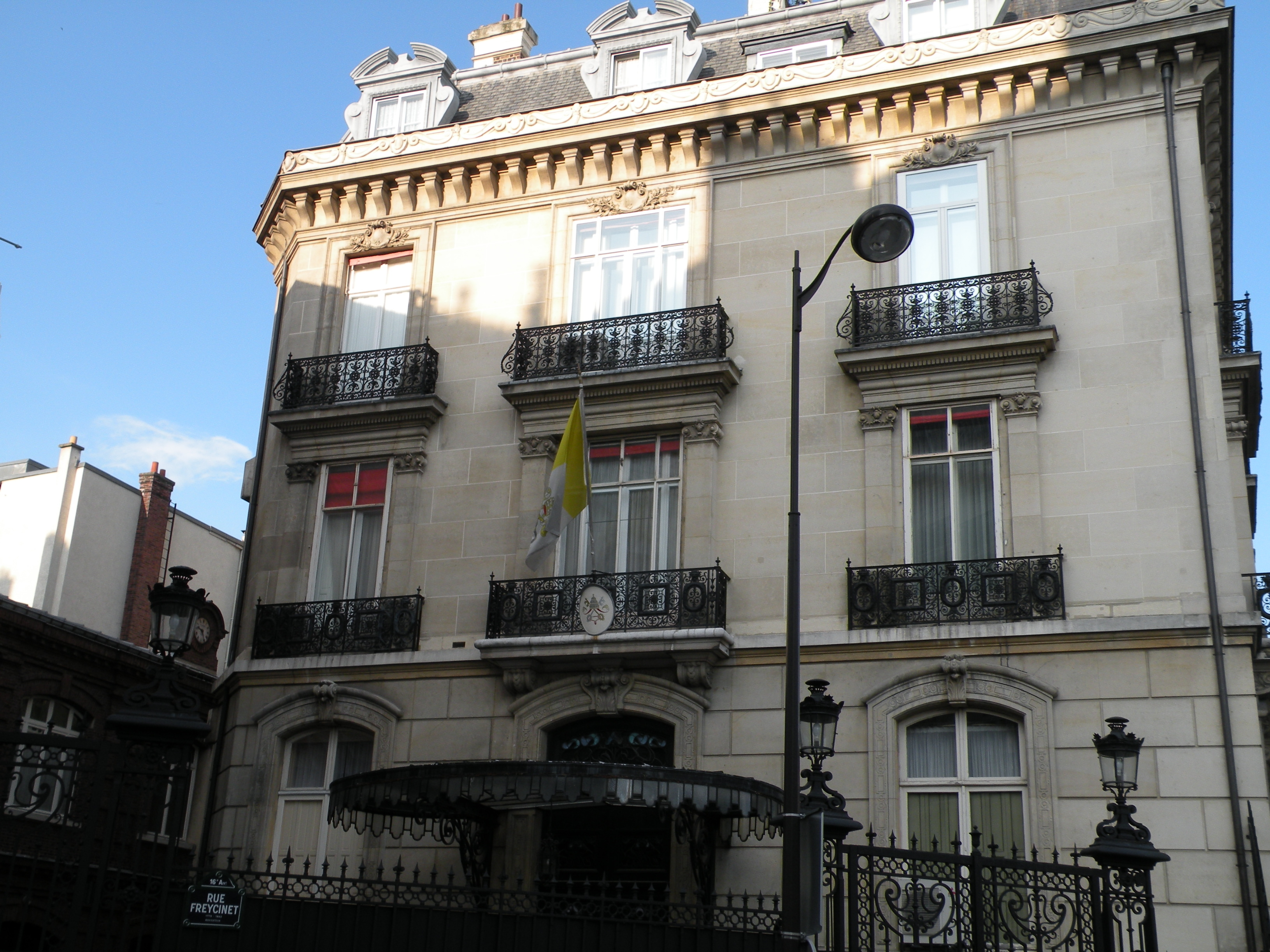
Nuncjatura apostolska w Paryżu

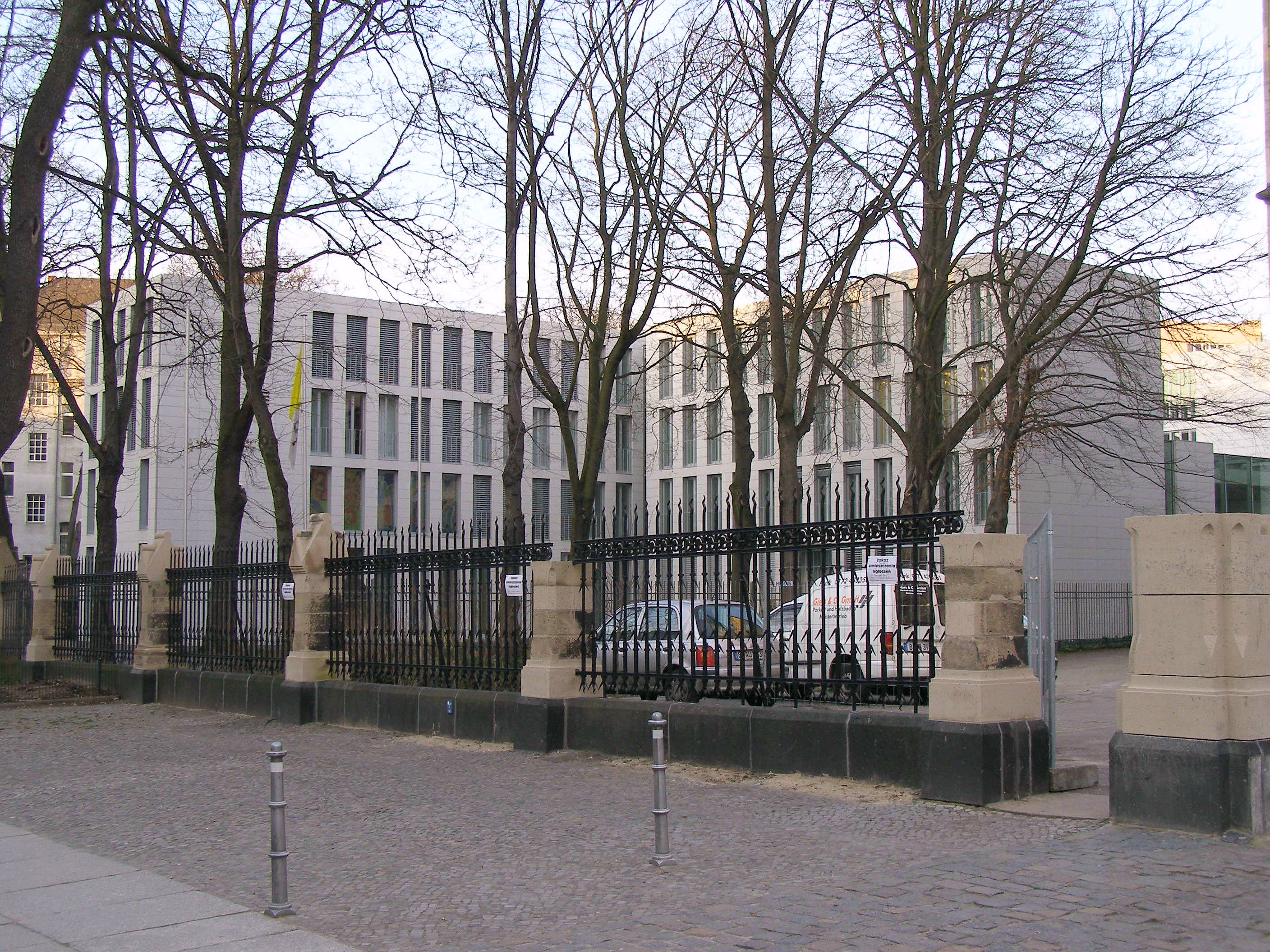
Nuncjatura apostolska w Berlinie

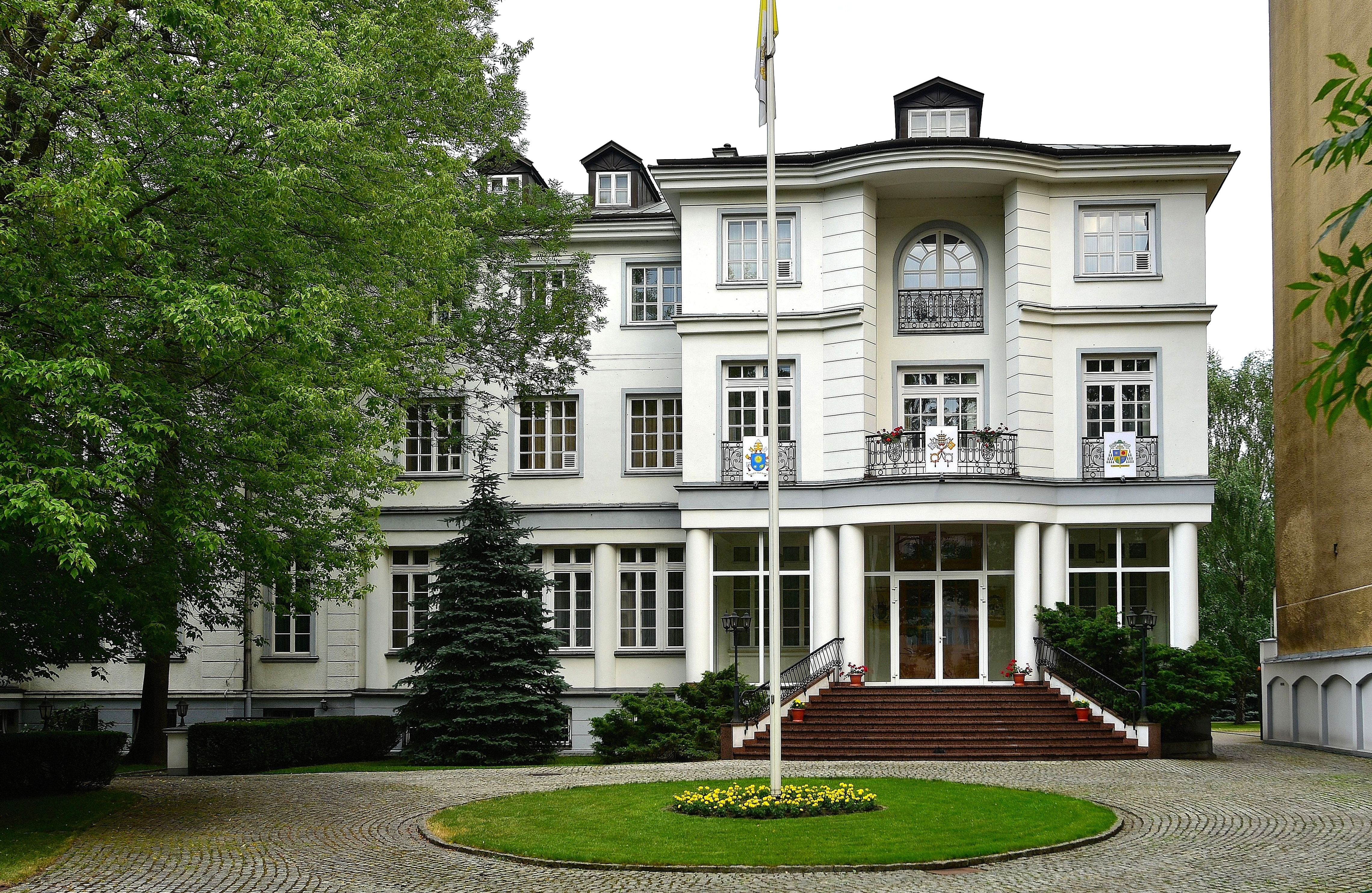
Nuncjatura apostolska w Warszawie

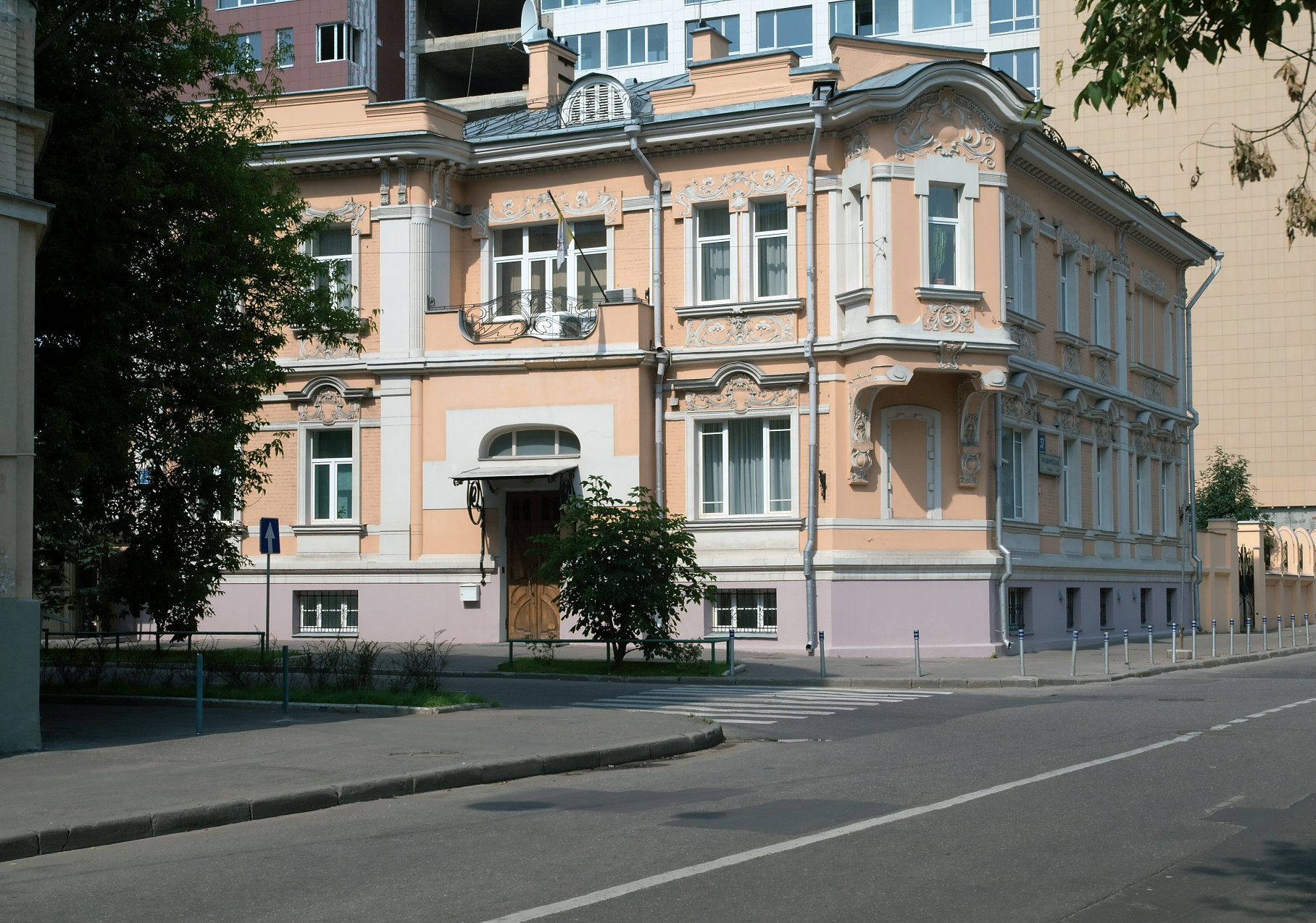
nuncjatura apostolska w Moskwie

  - Bukareszt (nuncjatura apostolska)
- Serbia
  - Belgrad (nuncjatura apostolska)
- Słowacja
  - Bratysława (nuncjatura apostolska)
- Słowenia
  - Lublana (nuncjatura apostolska)
- Szwajcaria
  - Berno (nuncjatura apostolska)
- Szwecja
  - Djursholm (nuncjatura apostolska)
- Turcja
  - Ankara (nuncjatura apostolska)
- Ukraina
  - Kijów (nuncjatura apostolska)
- Węgry
  - Budapeszt (nuncjatura apostolska)
- Wielka Brytania
  - Londyn (nuncjatura apostolska)
- Włochy
  - Rzym (nuncjatura apostolska)

## Ameryka Północna, Środkowa i Karaiby
- Dominikana

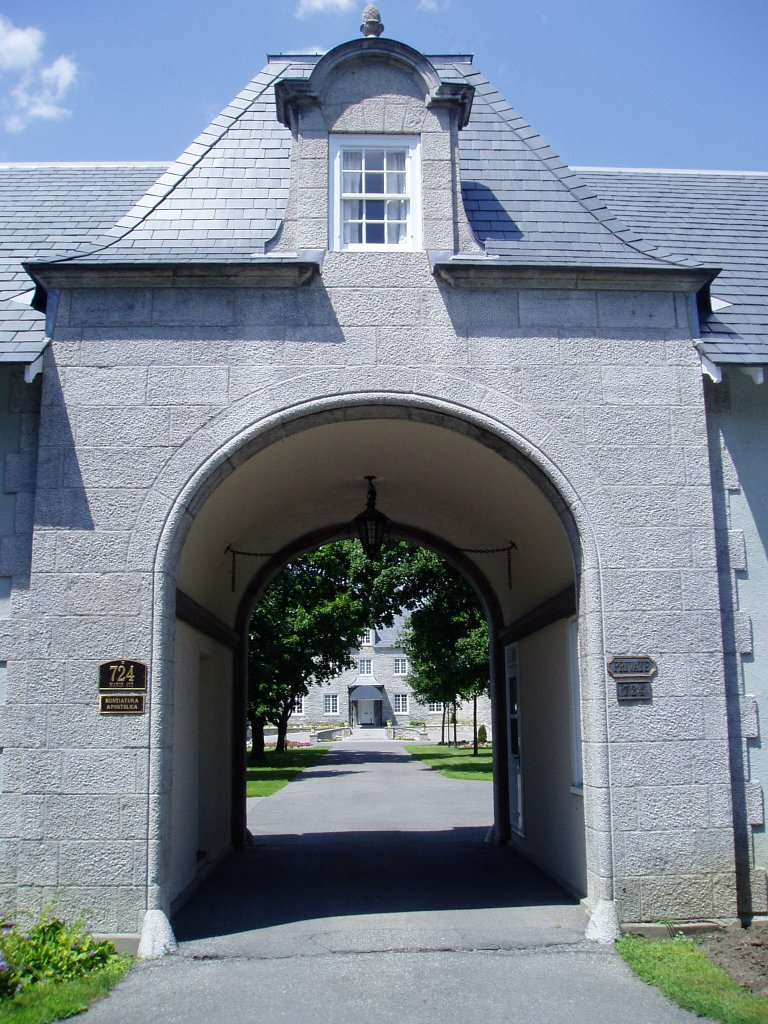
Nuncjatura apostolska w Ottawie

  - Santo Domingo (nuncjatura apostolska)
- Gwatemala
  - Gwatemala (nuncjatura apostolska)
- Haiti
  - Port-au-Prince (nuncjatura apostolska)
- Honduras
  - Tegucigalpa (nuncjatura apostolska)
- Kanada
  - Ottawa (nuncjatura apostolska)
- Kostaryka
  - San José (nuncjatura apostolska)
- Kuba
  - Hawana (nuncjatura apostolska)
- Meksyk
  - Meksyk (nuncjatura apostolska)
- Nikaragua
  - Managua (nuncjatura apostolska)
- Panama
  - Panama (nuncjatura apostolska)
- Salwador
  - San Salvador (nuncjatura apostolska)
- Stany Zjednoczone
  - Waszyngton (nuncjatura apostolska)
- Trynidad i Tobago
  - Port-of-Spain (nuncjatura apostolska)

## Ameryka Południowa
- Argentyna

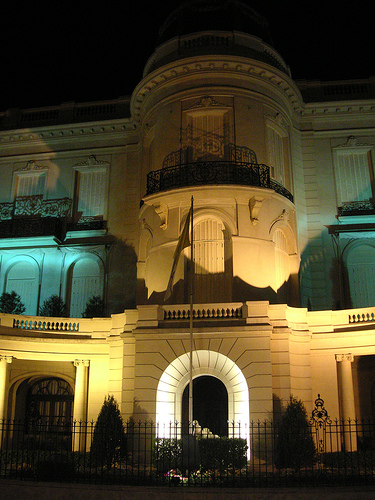
Nuncjatura apostolska w Buenos Aires

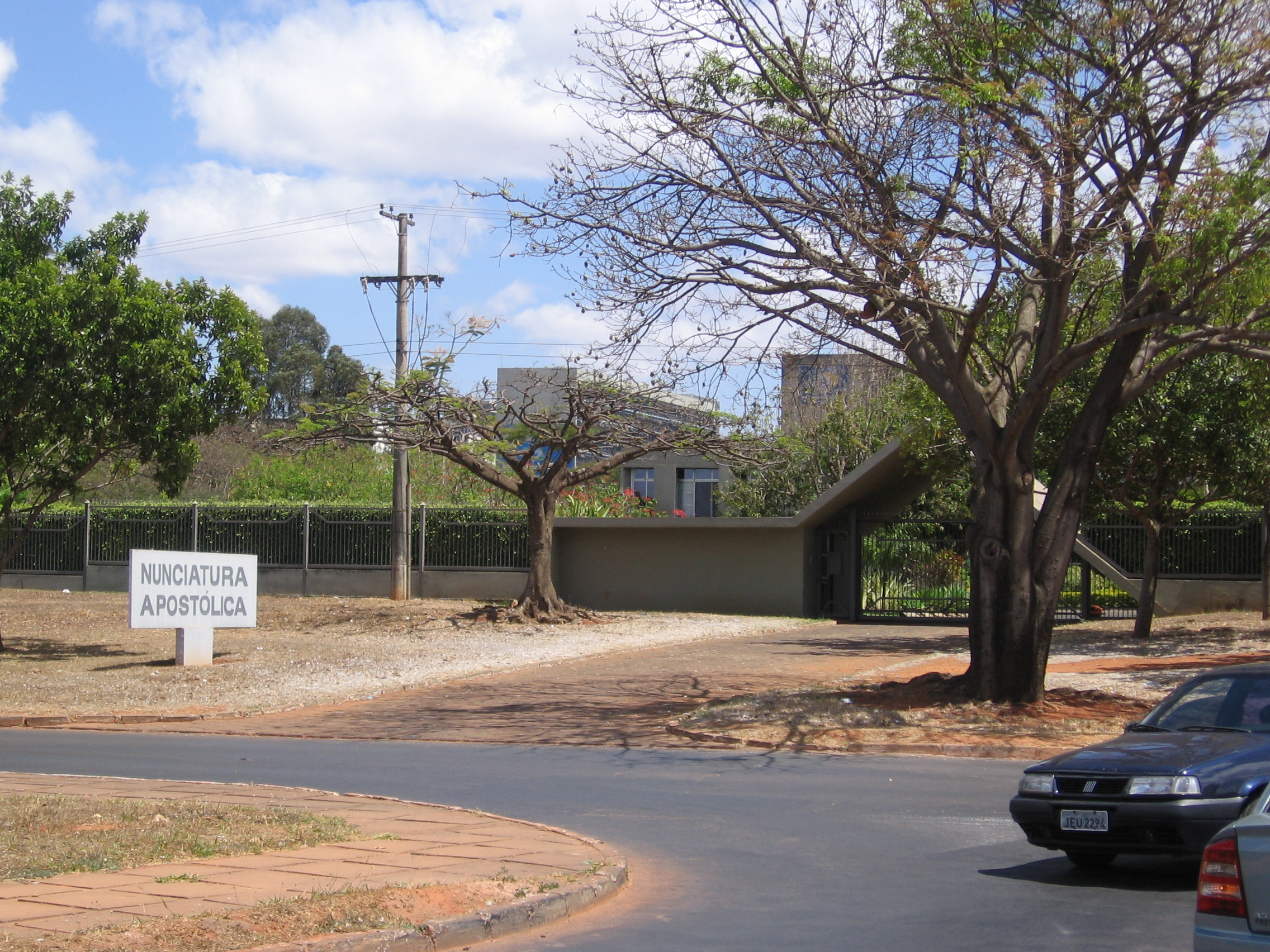
Nuncjatura apostolska w Brasilii

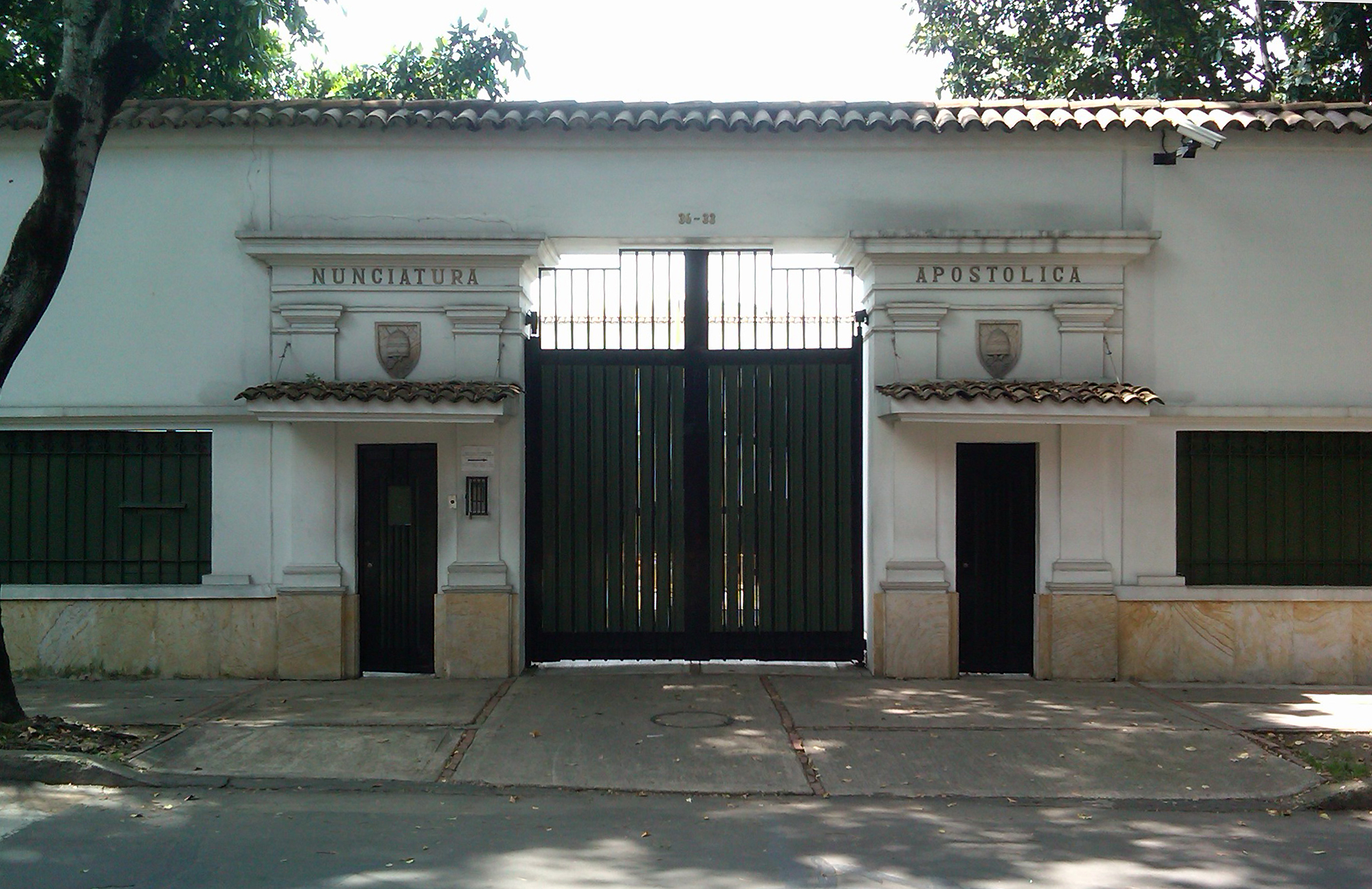
Nuncjatura apostolska w Bogocie

  - Buenos Aires (nuncjatura apostolska)
- Boliwia
  - La Paz (nuncjatura apostolska)
- Brazylia
  - Brasília (nuncjatura apostolska)
- Chile
  - Santiago (nuncjatura apostolska)
- Ekwador
  - Quito (nuncjatura apostolska)
- Kolumbia
  - Bogota (nuncjatura apostolska)
- Paragwaj
  - Asunción (nuncjatura apostolska)
- Peru
  - Lima (nuncjatura apostolska)
- Urugwaj
  - Montevideo (nuncjatura apostolska)
- Wenezuela
  - Caracas (nuncjatura apostolska)

## Afryka
- Algieria
  - Algier (nuncjatura apostolska)
- Angola
  - Luanda (nuncjatura apostolska)
- Benin
  - Kotonu (nuncjatura apostolska)
- Burundi

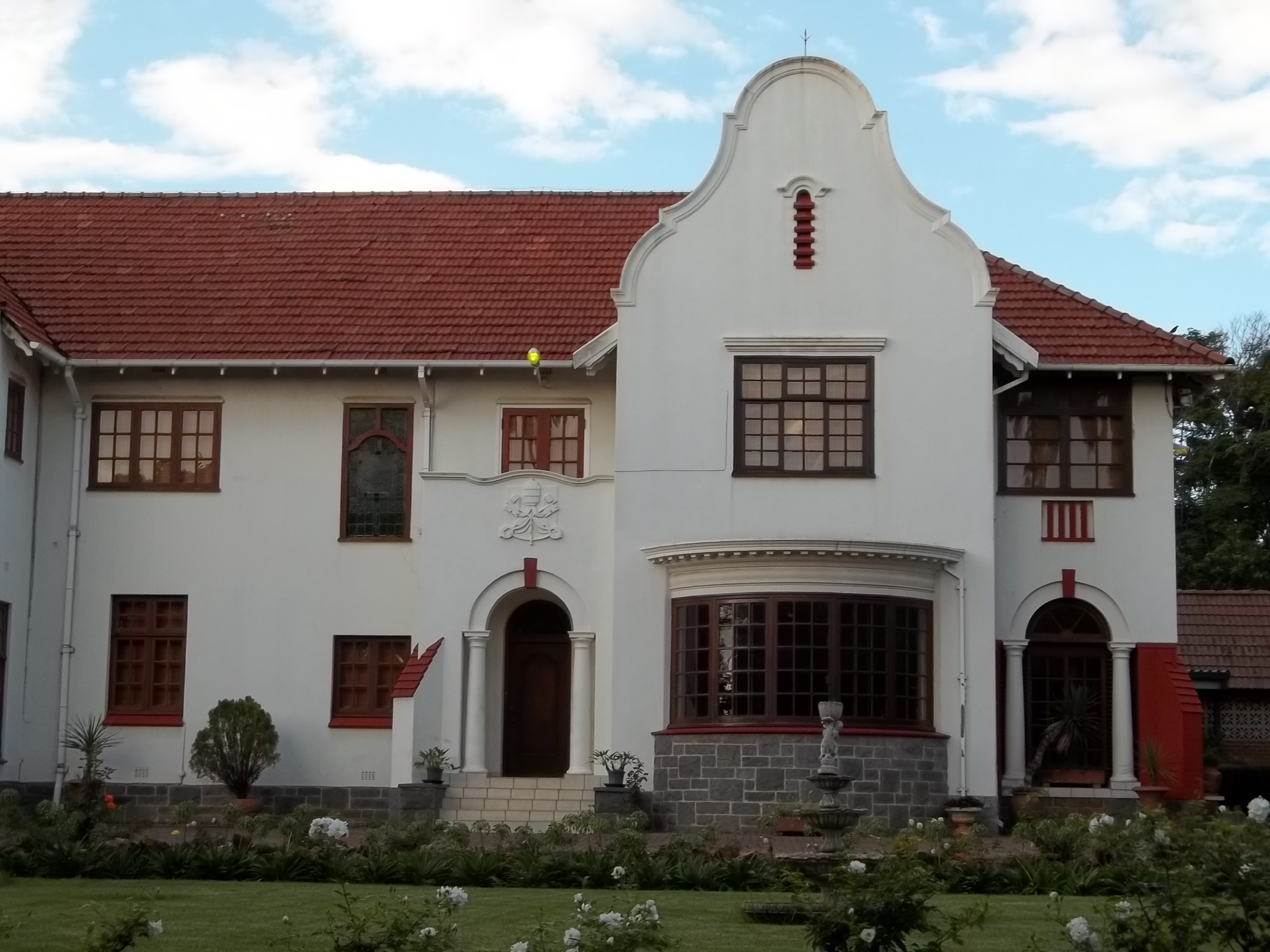
Nuncjatura apostolska w Pretorii

  - Bużumbura (nuncjatura apostolska)
- Demokratyczna Republika Konga
  - Kinszasa (nuncjatura apostolska)
- Egipt
  - Kair (nuncjatura apostolska)
- Etiopia
  - Addis Abeba (nuncjatura apostolska)
- Gabon
  - Libreville (nuncjatura apostolska)
- Ghana
  - Akra (nuncjatura apostolska)
- Gwinea
  - Konakry (nuncjatura apostolska)
- Kamerun
  - Jaunde (nuncjatura apostolska)
- Kenia
  - Nairobi (nuncjatura apostolska)
- Kongo
  - Brazzaville (nuncjatura apostolska)
- Madagaskar
  - Antananarywa (nuncjatura apostolska)
- Maroko
  - Rabat (nuncjatura apostolska)
- Mozambik
  - Maputo (nuncjatura apostolska)
- Nigeria
  - Abudża (nuncjatura apostolska)
- Południowa Afryka
  - Pretoria (nuncjatura apostolska)
- Republika Środkowoafrykańska
  - Bangi (nuncjatura apostolska)
- Rwanda
  - Kigali (nuncjatura apostolska)
- Senegal
  - Dakar (nuncjatura apostolska)
- Sudan
  - Chartum (nuncjatura apostolska)
- Tanzania
  - Dar es Salaam (nuncjatura apostolska)
- Uganda
  - Kampala (nuncjatura apostolska)
- Wybrzeże Kości Słoniowej
  - Abidżan (nuncjatura apostolska)
- Zambia
  - Lusaka (nuncjatura apostolska)
- Zimbabwe
  - Harare (nuncjatura apostolska)

## Azja
- Bangladesz
  - Dhaka (nuncjatura apostolska)
- Filipiny
  - Manila (nuncjatura apostolska)
- Gruzja
  - Tbilisi (nuncjatura apostolska)
- Indie

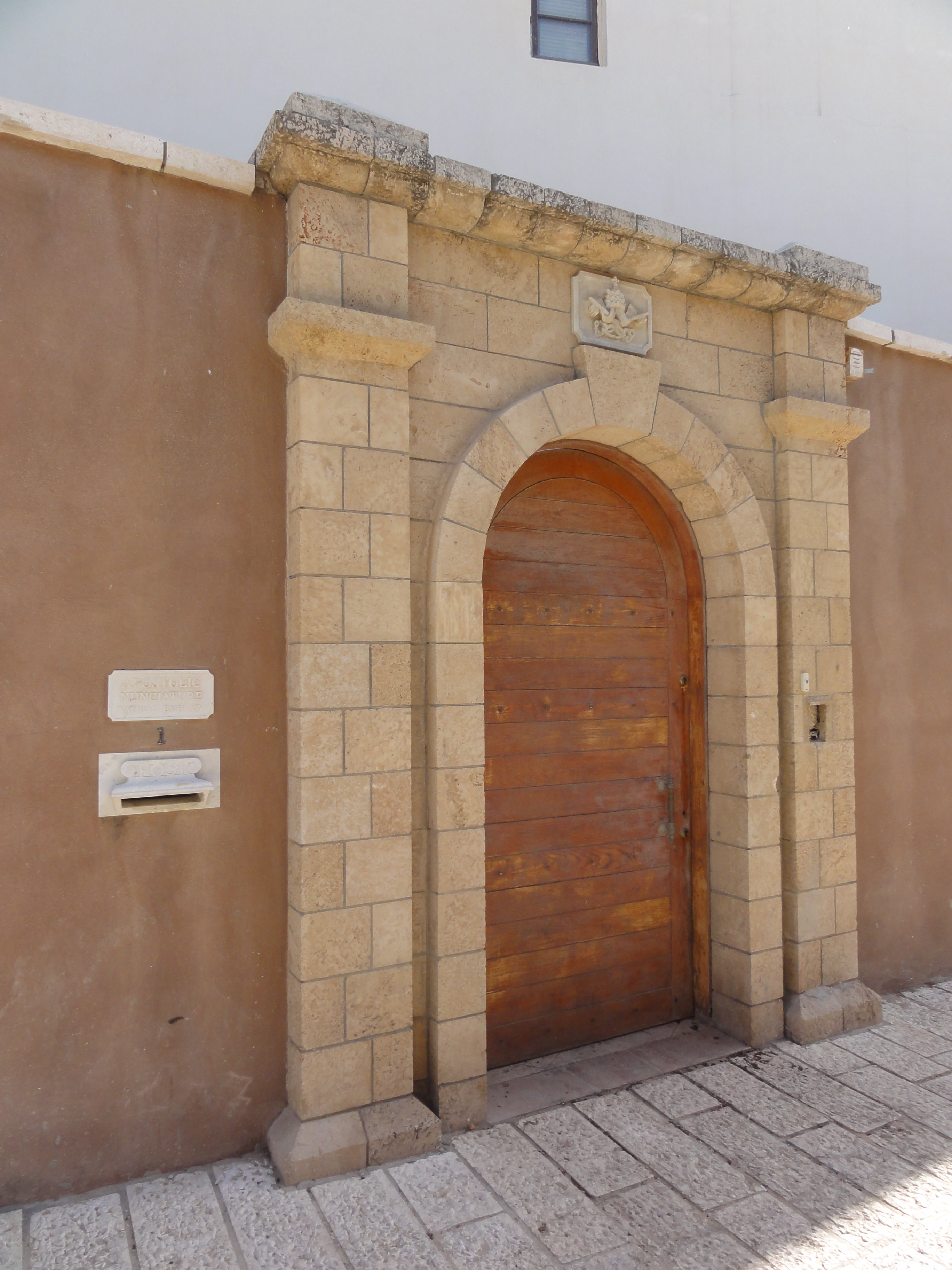
Nuncjatura apostolska w Tel Awiwie

  - Nowe Delhi (nuncjatura apostolska)
- Indonezja
  - Dżakarta (nuncjatura apostolska)
- Irak
  - Bagdad (nuncjatura apostolska)
- Iran
  - Teheran (nuncjatura apostolska)
- Izrael
  - Tel Awiw (nuncjatura apostolska)
- Japonia
  - Tokio (nuncjatura apostolska)
- Jordania
  - Amman (nuncjatura apostolska)
- Kazachstan
  - Astana (nuncjatura apostolska)
- Korea Południowa
  - Seul (nuncjatura apostolska)
- Kuwejt
  - Kuwejt (nuncjatura apostolska)
- Liban
  - Harisa (nuncjatura apostolska)
- Oman
  - Maskat (nuncjatura apostolska)
- Pakistan
  - Islamabad (nuncjatura apostolska)
- Palestyna
  - Jerozolima (Delegat apostolski)
- Singapur
  - Singapur (nuncjatura apostolska)
- Sri Lanka
  - Kolombo (nuncjatura apostolska)
- Syria
  - Damaszek (nuncjatura apostolska)
- Tajlandia
  - Bangkok (nuncjatura apostolska)
- Tajwan
  - Tajpej (nuncjatura apostolska)

## Australia i Oceania
- Australia
  - Canberra (nuncjatura apostolska)
- Nowa Zelandia

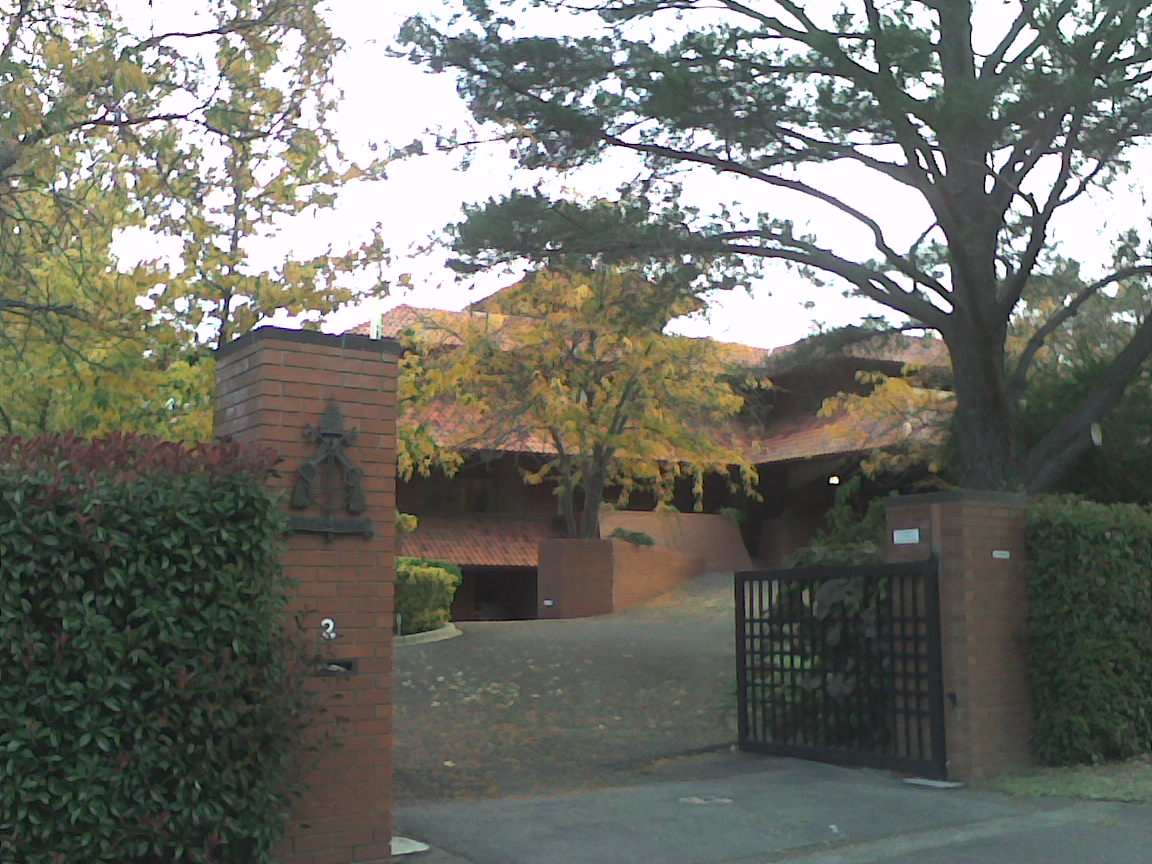
Nuncjatura apostolska w Canberze

  - Wellington (nuncjatura apostolska)
- Papua-Nowa Gwinea
  - Port Moresby (nuncjatura apostolska)

## Organizacje międzynarodowe
- ONZ
  - Stały Obserwator Stolicy Apostolskiej przy Organizacji Narodów Zjednoczonych (Nowy Jork)
  - Stały Obserwator Stolicy Apostolskiej przy Biurze Narodów Zjednoczonych i organizacjach międzynarodowych w Genewie
  - Stałe Przedstawicielstwo Stolicy Apostolskiej przy Biurze Narodów Zjednoczonych i organizacjach międzynarodowych w Wiedniu
  - Stały Obserwator Stolicy Apostolskiej przy ONZ do spraw Wyżywienia i Rolnictwa w Rzymie
  - Stały Obserwator Stolicy Apostolskiej przy UNESCO w Paryżu
- Unia Europejska
  - Bruksela (nuncjatura apostolska)
- Rada Europy
  - Strasburg (przedstawicielstwo)

## Inne podmioty prawa międzynarodowego
- Zakon Maltański
  - Rzym (Kardynał Patron)